# Vartan Gregorian
Vartan Gregorian (en persa: وارتان گرگوریان‎, Tabriz, 8 de abril de 1934-Nueva York, 15 de abril de 2021) fue un académico iraníestadounidense, presidente de la Carnegie Corporation of New York. Era de la etnia armenia, nacido en Irán.

## Vida
En 1988, fue designado presidente de la Brown University, cargo en el que se desempeñó durante nueve años. En 1997, fue designado presidente de la organización filantrópica Carnegie Corporation of New York. Además es trustee del Museum of Modern Art, la American Academy en Berlín, el Instituto de Estudios Avanzados, y la Brandeis University.